# 哈拉哈站
哈拉哈站是一个京哈线上的铁路车站，位于吉林省德惠市朱城子乡，建于1903年，目前为四等站，邮政编码为130305。目前此站已终止客运服务，终止年月不详。